# Gmina Køge (1970–2006)
Gmina Køge (duń. Køge Kommune) była w latach 1970-2006 (włącznie) jedną z gmin w Danii w okręgu Roskilde Amt. 
Siedzibą władz gminy było miasto Køge. 
Gmina Køge została utworzona 1 kwietnia 1970 na mocy reformy podziału administracyjnego Danii. Po kolejnej reformie w 2007 r. weszła w skład nowej gminy Køge.

## Dane liczbowe
- Liczba ludności: (♀ 19 738 + ♂ 20 315) = 40 053
  - wiek 0-6: 9,1%
  - wiek 7-16: 13,4%
  - wiek 17-66: 65,7%
  - wiek 67+: 11,8%
- zagęszczenie ludności: 325,6 osób/km²
- bezrobocie: 4,3% osób w wieku 17-66 lat
- cudzoziemcy z UE, Skandynawii i USA: 93 na 10 000 osób
- cudzoziemcy z krajów Trzeciego Świata: 365 na 10 000 osób
- liczba szkół podstawowych: 11 (liczba klas: 222)